# Floresta Carbonária
A Floresta Carbonária (em latim: Carbonaria silva, em francês: Forêt Charbonnière) é uma antiga floresta do norte de França e do oeste da Bélgica.

## Etimologia
O nome desta floresta provavelmente vem do fato de que ela era uma grande fonte de carvão vegetal.
No século XVI, Belleforest, em sua Cosmografia universal (livro II, p. 414) acreditava que o nome de Charbonnière foi uma alteração de Cambronière, derivado do nome de Cambron, o chefe dos Cimbros, ou talvez dos próprios Cimbros, um povo vindo da Jutlândia (península do Norte da Alemanha e a parte continental da Dinamarca) e que de acordo com Plínio, o Velho seria espalhada na Europa, incluindo o atuais territórios da Bélgica e o norte da França. A Floresta Carbonária seria a floresta dos Cimbros.

## História

A Floresta Carbonária, entre os reinos francos (em 480).

Ela foi inicialmente unida à floresta da Ardena e é a rota da estrada Bavay-Colônia que as separava. Ela se situava provavelmente entre o Dendre e o Nete. Era composta de carvalhos, bétulas e almeiros.
Júlio César a assinalou sem nomeá-la em seus Comentários sobre a Guerra das Gálias.
A primeira menção explícita da Floresta Carbonária é encontrada na lei sálica (século IV), em que é mencionado que ela constituía a fronteira dos Francos sálios ao nordeste.
Ela é citada em vários livros entre os séculos IV e X. Durante a segunda metade do século V, serviu como fronteira entre os dois reinos francos, o dos Francos sálios e o dos Francos ripuários. Ela fazia então o ofício de fronteira entre a Nêustria e a Austrásia.
O bosque de Heverlee, o bosque de Lauzelle (Louvain-la-Neuve), o bosque de Meerdaal (Oud-Heverlee), a floresta de Soignes, o bosque de Raspaille em Geraardsbergen e o Vrijbos (em parte preservada em Houthulst) são restos da Floresta Carbonária, assim como o bosque de Buggenhout, o bosque  de Hal, o bosque de la Houssière, o bosque de Lauzelle e a floresta de Neigem.
Godefroid Kurth fez a hipótese de que a Floresta Carbonária (assim como a floresta da Ardena) teria parado a imigração franca e seria portanto a origem da demarcação da fronteira linguística na Bélgica, mas se sabe hoje que esta floresta tinha um traçado norte-sul e não leste-oeste.